# Thomas Norton
Thomas Norton (ur. 1532, zm. 10 marca 1584 w Sharpenhoe) – angielski prawnik, poeta i dramaturg.

## Życiorys
Thomas Norton urodził się w 1532 roku. Jego rodzicami byli posiadacz ziemski Thomas Norton i jego pierwsza żona Elizabeth . Prawdopodobnie studiował na Uniwersytecie Cambridge w nieistniejącym już dziś kolegium Michaelhouse . W 1555 poślubił trzecią córkę arcybiskupa Cranmera, Margery (Margaret). Po jej śmierci ożenił się z jej kuzynką imieniem Alice, córką Edmunda Cranmera, archidiakona Canterbury, która zapadła na chorobę psychiczną na tle religijnym . Thomas Norton zmarł w 1584 roku.

## Twórczość
Thomas Norton pozostawił po sobie wiele utworów literackich, oryginalnych bądź tłumaczonych. W historii literatury angielskiej zapisał się jednak jako współautor jednego tylko dzieła, tragedii Gorboduc , napisanej wspólnie z Thomasem Sackvillem i wystawionej w 1561 roku. Sztuka ta jest niezwykle istotna z historycznego punktu widzenia, ponieważ jest pierwszym dramatem, w którym zastosowany został blank verse , czyli nierymowany pentametr jambiczny, wykorzystywany później przez wszystkich liczących się dramaturgów elżbietańskich, w tym Thomasa Kyda (Tragedia hiszpańska), Christophera Marlowe’a (Tragiczna historia doktora Fausta) , Williama Szekspira (Hamlet), Bena Jonsona (Sejanus; his Fall) i Johna Webstera (Tragedia księżnej Amalfi) .